# Rabé de las Calzadas (kommunhuvudort)
Rabé de las Calzadas är en kommunhuvudort i Spanien.   Den ligger i provinsen Provincia de Burgos och regionen Kastilien och Leon, i den norra delen av landet, 210 km norr om huvudstaden Madrid. Rabé de las Calzadas ligger 830 meter över havet och antalet invånare är 146.
Terrängen runt Rabé de las Calzadas är huvudsakligen platt. Rabé de las Calzadas ligger nere i en dal. Runt Rabé de las Calzadas är det glesbefolkat, med 12 invånare per kvadratkilometer. Närmaste större samhälle är Burgos, 10,9 km öster om Rabé de las Calzadas. Trakten runt Rabé de las Calzadas består till största delen av jordbruksmark.